# Pararistolochia
Pararistolochia es un género botánico con 41 especies  de plantas fanerógamas perteneciente a la familia Aristolochiaceae descritas.

## Taxonomía
El género fue descrito por Hutch. & Dalziel y publicado en Flora of West Tropical Africa 1: 75. 1927.

## Especies
Especies de África:
- Pararistolochia ceropegioides, (S. Moore) Hutch. & Dalz.
- Pararistolochia goldieana, (Hook.f.) Hutch. & Dalz.
- Pararistolochia leonensis, Hutch. & Dalziel
- Pararistolochia mannii, (Hook.f. ) Keay
- Pararistolochia macrocarpa, (Duch.) Poncy
- Pararistolochia preussii, (Engl.) Hutch. & Dalziel
- Pararistolochia promissa, (Mast.) Keay
- Pararistolochia triactina, (Hook.f.) Hutch. & Dalziel
- Pararistolochia zenkeri, (Engl.) Hutch. & Dalziel

Especies de Australia y Papua Nueva Guinea:
- Pararistolochia australopithecurus, Parsons
- Pararistolochia schlechteri,
- Pararistolochia praevenosa, (F.Muell.) Michael J.Parsons
- Pararistolochia decandra, (Ding Hou) M.J. Parsons
- Pararistolochia deltantha, (F. Muell.) M.J. Parsons
- Pararistolochia dictyophlebia, (Merr. & Perry) M.J. Parsons
- Pararistolochia engleriana, (O.C. Schmidt) M.J. Parsons

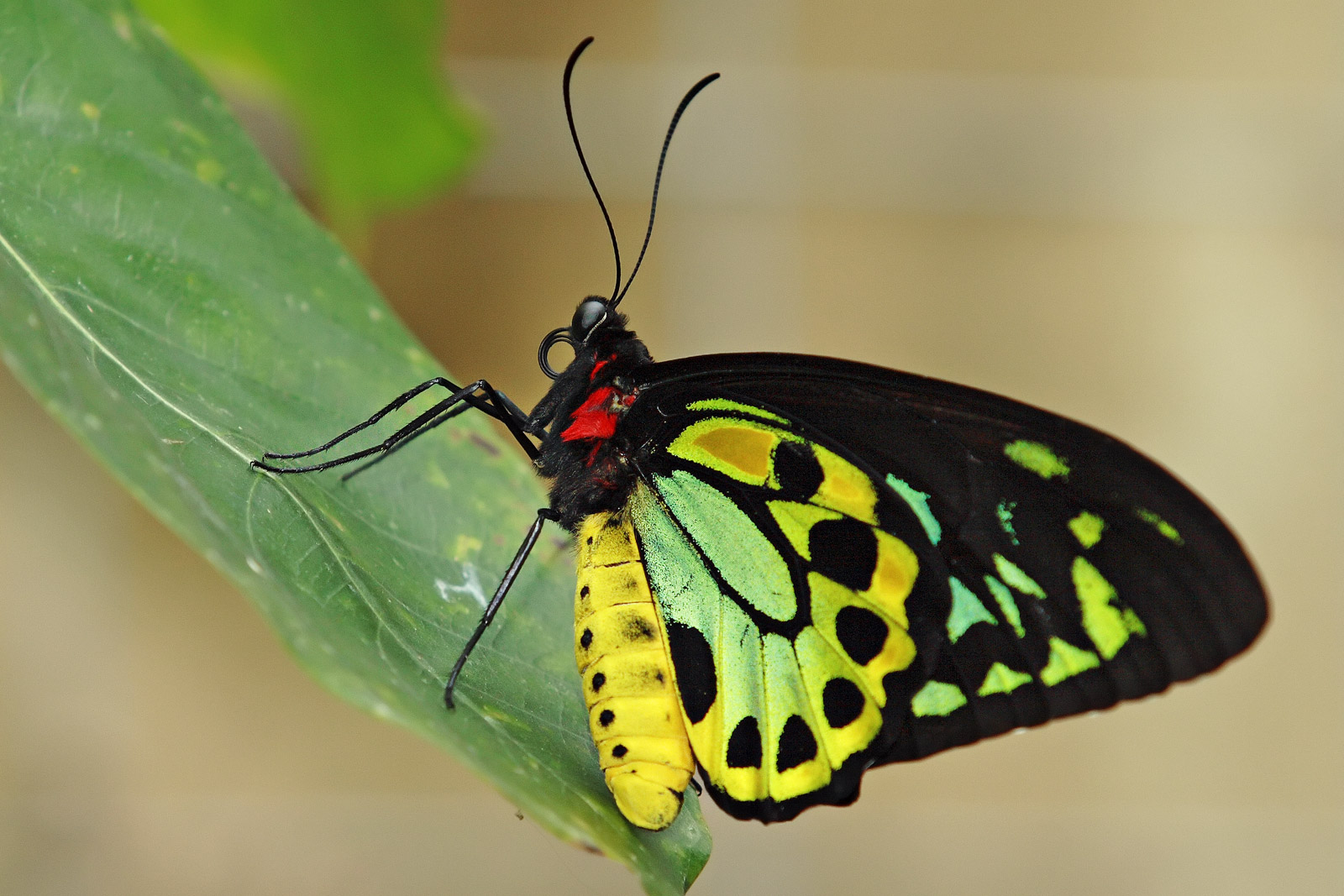
Male Cairns Birdwing which feeds on several species of Paraistolochia